# Shonia
Shonia es un género perteneciente a la familia de las euforbiáceas con cuatro especies de plantas.

## Taxonomía
El género fue descrito por R.J.F.Hend. & Halford  y publicado en Austrobaileya 7: 218. 2005.

## Especies aceptadas
A continuación se brinda un listado de las especies del género Shonia aceptadas hasta marzo de 2014, ordenadas alfabéticamente. Para cada una se indica el nombre binomial seguido del autor, abreviado según las convenciones y usos.
- Shonia bickertonensis (Specht) Halford & R.J.F.Hend.
- Shonia carinata Halford & R.J.F.Hend.
- Shonia territorialis Halford & R.J.F.Hend.
- Shonia tristigma (F.Muell.) Halford & R.J.F.Hend.